# Zsemlye Elemér
Zsemlye Elemér (1872. – 1928.) magyar okleveles gépészmérnök, repülőgép konstruktőr, pilóta.

## Életpálya
Elektrotechnikus, később okleveles gépészmérnök. A magyar motoros repülés a Rákosmezőn indult meg. Elsők között telepedett meg a fa hangárvárosba. 1911-ben került Rákosmezőre, a 13. számú hangárban kapott otthont. 1912-ben szép vonalú, jól áramvonalazott gépet épített. Az első kísérlete alkalmával összetörte gépét, amit kezdő pilóta ritkán kerülhet el. Kvasz Andrást kérte meg repülőgépének berepülésére. 1912. november 20-án tűz ütött ki a 14. számú hangárban, amely átterjedt a 13. számú hangárra is, ahol Csók István és Zsemlye tartották repülőgépeiket, a lezárt hangárokból nem sikerült a gépeket időben kimenteni, így a gépek elégtek.

## Emlékezete
Rákoshegyen utcát neveztek el róla.